# Tabata Amaral

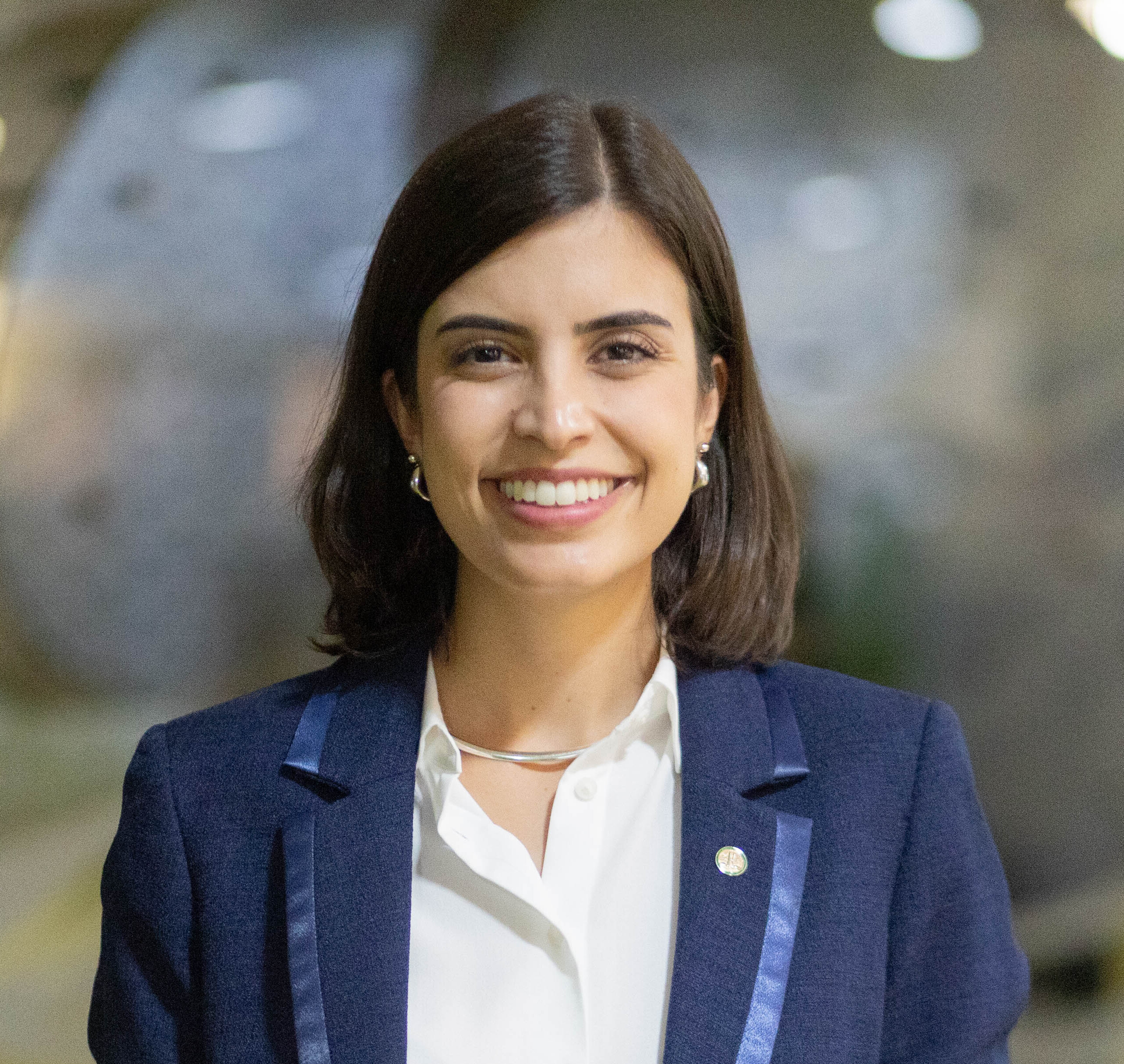
Tabata Amaral, 2024

Tabata Cláudia Amaral de Pontes (* 14. November 1993 in São Paulo) ist eine brasilianische Astrophysikerin, Bildungsaktivistin und Politikerin. Sie ist Mitglied des Partido Socialista Brasileiro (PSB) und vertritt seit 2019 den Bundesstaat São Paulo in der Abgeordnetenkammer Brasiliens.

## Werdegang
Tabata Amaral stammt aus einfachen Verhältnissen. Sie ist die Tochter einer Hausangestellten und eines Busfahrers und wuchs gemeinsam mit einem jüngeren Bruder in dem armen Stadtviertel Vila Missionária am südlichen Rand von São Paulo auf. Schon früh zeigte sie großes Interesse an Bildung und Naturwissenschaften.
Tabata Amaral besuchte die lokale öffentliche Grundschule. In der sechsten Klasse, im Alter von 12 Jahren, nahm sie an der brasilianischen Mathematikolympiade 2005 für öffentliche Schulen (OBMEP) teil und gewann bei ihrem ersten Versuch eine Silbermedaille. Im folgenden Jahr erhielt sie dank ihrer Goldmedaille und ihrer hervorragenden schulischen Leistungen ein Vollstipendium für das Colégio ETAPA, eine öffentliche Schule in São Paulo, wo sie ihre Sekundarstufe abschloss. Während ihrer schulischen Ausbildung vertrat sie Brasilien in Physik-, Chemie-, Informatik-, Mathematik-, Astronomie-, Robotik- und Linguistikolympiaden auf der ganzen Welt und gewann 30 Medaillen.
2012 erhielt sie Zusagen für ein Vollstipendium von sechs führenden US-amerikanischen Universitäten: California Institute of Technology, Columbia University, Harvard University, University of Pennsylvania, Princeton University und Yale University. Sie entschied sich für ein Studium in Harvard, wo sie 2016 ihr Studium in Politikwissenschaft und Astrophysik mit Auszeichnung abschloss.

## Bildungsinitiativen
Bereits während ihrer Zeit am Colégio ETAPA war sie Mitbegründerin des Projekts VOA (Vontade Olímpica de Aprender - übersetzt in etwa: Olympischer Lernwille), wo sie gemeinsam mit anderen Freiwilligen jeweils sonntags Kinder in Mathematik und Astronomie unterrichtete, die an Olympiaden teilnehmen wollten.
2014 gründete sie gemeinsam mit Gleichgesinnten die Organisation „Movimento Mapa Educação“, die sich für Bildungsqualität und Chancengleichheit einsetzte. Mit dem Ziel, Bildung in den Mittelpunkt der politischen Agenda Brasiliens zu rücken und junge Menschen für dieses Thema zu sensibilisieren, sammelte die Organisation die Sorgen junger Menschen in Brasilien im Bereich Bildung und befragte dann während der brasilianischen Kommunalwahlen 2016 die Kandidaten zu diesen bildungsbezogenen Themen und verbreitete ihre Antworten in den sozialen Medien.
Gemeinsam mit zwei Partnern gründete sie 2017 die Bewegung „Acredito“, eine überparteilichen Initiative zur politischen Erneuerung, die junge, progressive Politiker fördert, die zum ersten Mal ein Amt anstreben, mit besonderem Augenmerk auf die Erhöhung der Diversität der Bundesabgeordneten.

## Politische Karriere
Bei den Parlamentswahlen 2018 wurde Tabata Amaral als Kandidatin des Partido Democrático Trabalhista (PDT) in die Abgeordnetenkammer gewählt und erzielte mit 264.450 Stimmen das sechstbeste Ergebnis im Bundesstaat São Paulo. Während ihrer Amtszeit setzte sie sich besonders für Bildungsreformen ein. Im März 2019 griff sie in einer Sitzung vehement die Amtsführung des Bildungsministers Ricardo Vélez Rodríguez an, dem sie einen Mangel an Plänen, Projekten und Zielen vorwarf. Durch ihre deutliche Abrechnung erlangte sie größere Bekanntheit und gilt seither als mitverantwortlich dafür, dass Vélez wenige Zeit später von seinem Posten zurücktreten musste.
Wenige Monate später stimmte sie entgegen der Parteilinie der PDT gemeinsam mit 8 weiteren Abgeordneten ihrer Partei für eine von der Regierung Bolsanora initiierte Rentenreform, da diese den Zielen ihrer Bewegung „Acredito“ entsprach. Sie wurde deshalb temporär aus der Partei ausgeschlossen. In der Folge gab Amaral im September 2021 ihren Wechsel von der PDT zum Partido Socialista Brasileiro (PSB) bekannt.
Bei den Parlamentswahlen 2022 wurde sie als Bundesabgeordnete für São Paulo bestätigt und behielt damit ihren Sitz in der Abgeordnetenkammer.
Im Jahr 2024 kandidierte Amaral für das Amt der Bürgermeisterin von São Paulo. Sie belegte mit knapp 10 Prozent der Stimmen den vierten Platz. Bei der Stichwahl unterstützte sie den Kandidaten Guilherme Boulos, ein Mitglied der des PSOL (Partido Socialismo e Liberdade – Partei für Sozialismus und Freiheit).

## Persönliches
Seit 2019 ist Tabata Amaral in einer Beziehung mit João Campos. Er ist Bürgermeister von Recife und ebenfalls Mitglied des PSB. Die beiden lernten sich während ihrer gemeinsamen Tätigkeit im Kongress kennen.

## Auszeichnungen und Ehrungen
- 2017: McKinsey’s Next Generation Women Leader Award[13]
- 2019: Aufnahme in die Liste 100 Women (BBC) der einflussreichsten Frauen der Welt
- 2019: Aufnahme in die Liste der „Time 100 Next“ des Time Magazine in der Kategorie Leaders.[14]